# 聖母戴冠 (フラ・アンジェリコ、ウフィツィ美術館)

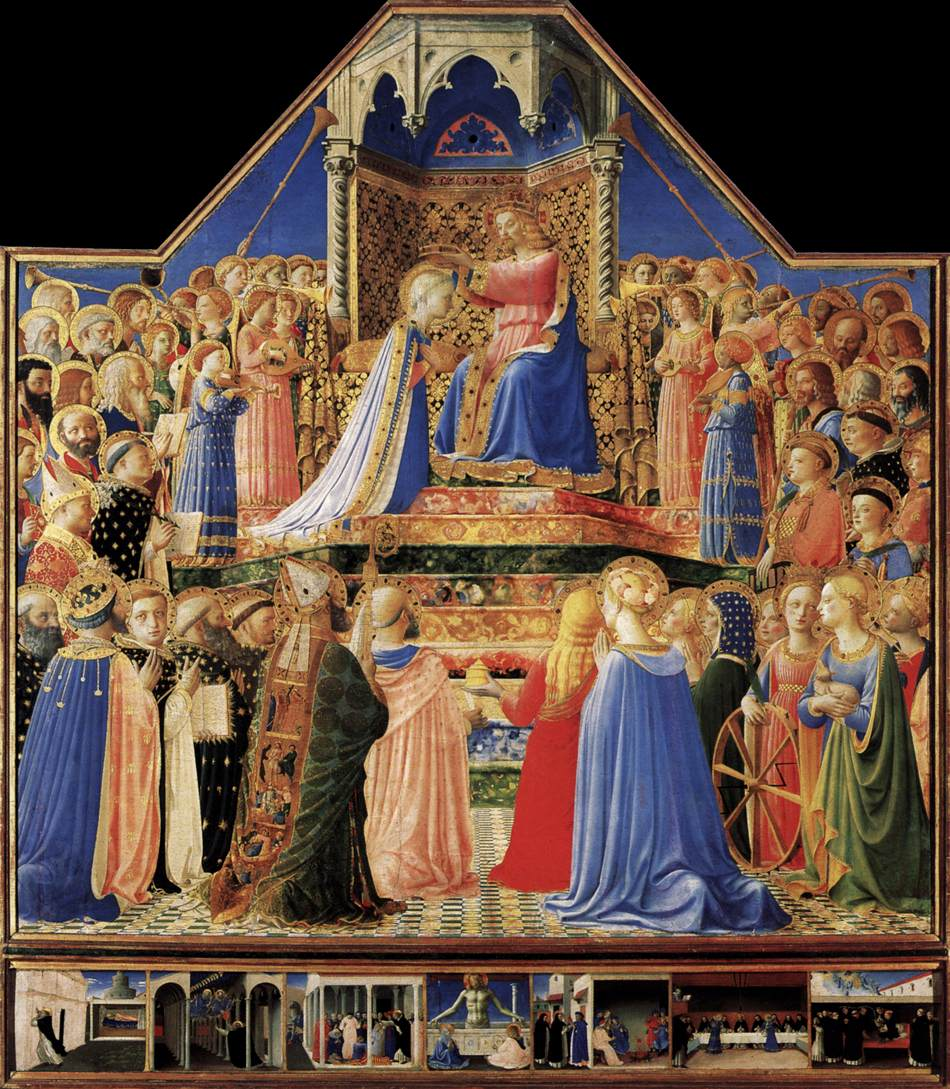
『聖母戴冠』ルーヴル美術館 (1434-1435年頃)、板にテンペラ、213 cm × 211 cm

『聖母戴冠』（せいぼたいかん、伊: Incoronazione della Vergine、英: Coronation of the Virgin）は、1432年頃に制作された、イタリアの初期ルネサンスの画家フラ・アンジェリコが1432年頃に描いた絵画である。元来、フィレンツェのサンタ・マリア・ヌオーヴァ病院のために制作された。作品は1825年にフィレンツェのウフィツィ美術館に到着したが、現在の額縁はこの時期にさかのぼる。なお、画家は、現在パリのルーヴル美術館にある別の『聖母戴冠』（1434-1435年頃）も制作している。

## 歴史

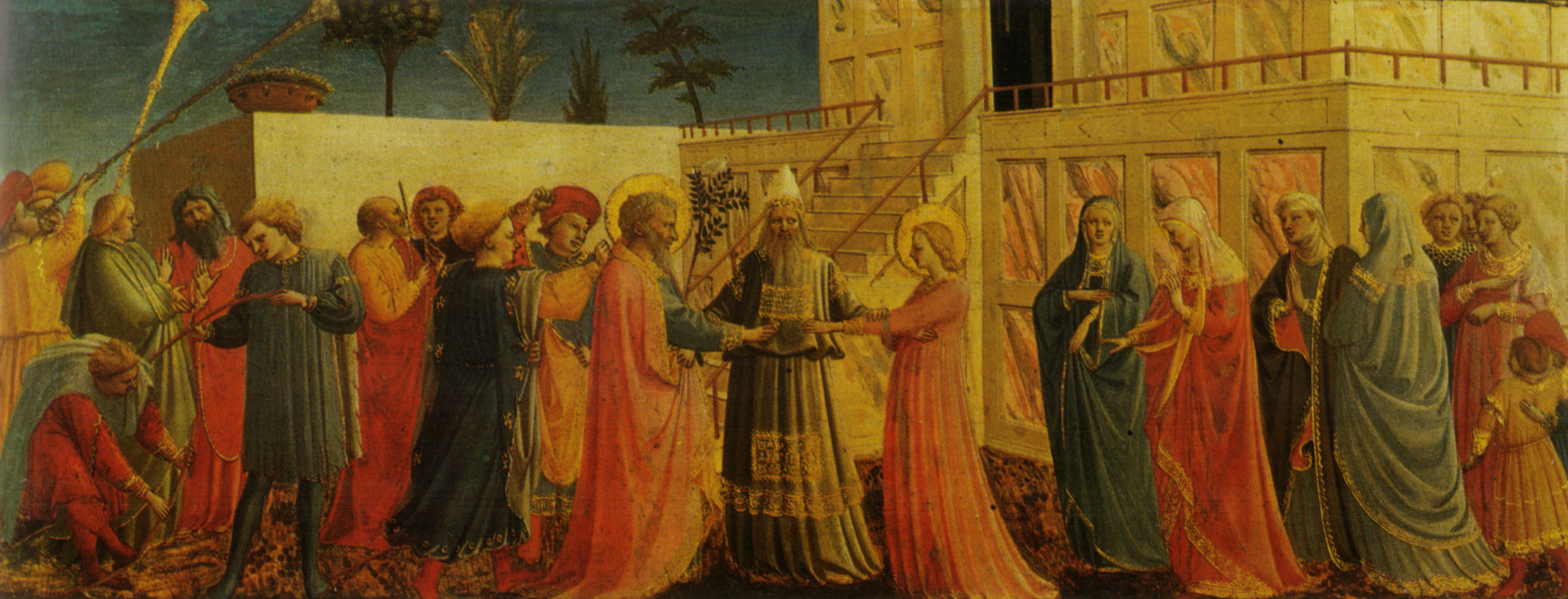
『聖母の結婚』の裾絵の詳細

この作品は、フィレンツェ国立中央図書館の原稿の中でフラ・アンジェリコによるものと言及されており 、ジョルジョ・ヴァザーリはそれがフィレンツェのサン・テジディオ教会 (サンタ・マリア・ヌオーヴァ病院内の教会) にあったと書いている。かつて作品の一部をなしていた裾絵 (プレデッラ)の2つのパネルが知られている。それらは、『聖母の結婚』と『聖母の死』を描いており、現在フィレンツェのサン・マルコ美術館 (旧サン・マルコ修道院) に展示されている。

## 作品
同じ時期にフラ・アンジェリコが描いた多くの作品とは異なり、本作は意図的に幾何学的遠近法を使用していない。そうすることで、描かれている天上の世界には地上の法則が働かないことを示しているのである。
絵画は中世絵画の名残である金地の背景を持ち、そこでの戴冠式の場面が描かれている。しかし、実際には聖母マリアの「戴冠」ではなく、「戴冠直後」の場面であり、イエス・キリストが最後の宝石を聖母の冠に付けようとしているところが描写されている。この描写は、キリストが聖母の冠をユリと宝石で飾ったという、スウェーデンのビルギッタの幻視を絵画に翻案したものである。キリストも聖母も神の光を象徴する光線（金色の背景の上に彫刻技術によって描かれている）に囲まれ、2人を包む栄光を一層強いものにしている。
この絵画は、他のフラ・アンジェリコの作品に見られる神秘的なトーンを持っており、40人以上の聖人、天使、祝福された人物の大群衆がこの様相を強化している。それぞれの人物は注意深く描き分けられ、多くの人物は特定化できる。左側の手前には聖エギディウスがいるが、これは、この作品が納められていたサンタ・マリア・ヌオーヴァ病院内のサン・テジディオ教会が聖エギディウス (イタリア語でエジディオ) に捧げられていたことによる。彼の顔はおそらく、フラ・アンジェリコが所属していたサン・マルコ修道院の修道院長であるアントニオ・ピエロッツィをモデルにしている。彼の後ろには、フィレンツェの聖ゼノビウス、聖フランチェスコ、聖ドミニクスが続く。前景右側にはひざまずマグダラのマリアを含む女性の聖人がおり、左側には聖ヒエロニムスがいる。最後の列には音楽を奏でる天使がいる。
作品の構造と鮮やかな色の使用は、同じくウフィツィ美術館にある別の『聖母戴冠』を描いたフラ・アンジェリコの師、ロレンツォ・モナコの影響を示している。